# Killer (phim 1998)
Killer (tiếng Pháp: Tueur à gages) là một bộ phim phát hành năm 1998 của Pháp và Kazakhstan thể loại chính kịch về đề tài tội phạm của đạo diễn Darezhan Omirbaev.

## Cốt truyện
Marat (Talgat Assetov thủ vai) là một tài xế. Sau một tai nạn giao thông, anh rơi vào cảnh nợ nần. Khi con anh bị ốm, anh chấp nhận giết một nhà báo để lấy tiền.

## Giải thưởng
Killer giành giải Un Certain Regard tại Liên hoan phim Cannes 1998. Tại Liên hoan phim quốc tế Karlovy Vary, phim giành giải Don Quijote và được đề cử giải Quả cầu pha lê (Crystal Globe).